# کارولاین رکوردز
کارولاین رکوردز (انگلیسی: Caroline Records) شرکت نشر موسیقی آمریکایی است، که در سال ۱۹۷۳ توسط ریچارد برانسون تأسیس شد.